# مت فریزر
مت فریزر (انگلیسی: Mat Fraser؛ زادهٔ ۱۹۶۲) کمدین، بازیگر، طبل‌زن، کاراتهکا، و تکواندوکار اهل بریتانیا است. او دچار فوکوملیای مادرزادی ناشی از تالیدومید است.
از فیلم‌ها یا برنامه‌های تلویزیونی که وی در آن نقش داشته‌است، می‌توان به داستان ترسناک آمریکایی: نمایش عجایب و هلن تروآ اشاره کرد.